# Capricis del destí
Capricis del destí (títol original: Random Hearts) és una pel·lícula estatunidenca dirigida per Sydney Pollack, estrenada el 1999. Ha estat doblada al català.

## Argument
« Dutch » Van Den Broeck, sergent del departament d'afers interns de la policia de Washington, i Kay Chandler, membre del Congrés en campanya per a la seva reelecció, no haurien hagut mai de trobar-se. Fins a aquest accident d'avió on cadascun d'ells perd el seu cònjuge. Dutch porta la seva pròpia investigació. Estupefacte, descobreix que la seva dona, Payton, i el marit de Kay, Cullen, havien assegut al costat a l'avió, registrats com marit i muller. Dutch i Kay, de mentalitats força diferents, han d'afrontar un secret que amenaça de destruir-los.

## Repartiment
- Harrison Ford: sergent William « Dutch » Van Den Broeck
- Kristin Scott Thomas: Kay Chandler
- Charles S. Dutton: Alcee
- Bonnie Hunt: Wendy Judd
- Dennis Haysbert: George Beaufort
- Sydney Pollack: Carl Broman
- Richard Jenkins: Truman Trainor
- Paul Guilfoyle: Dick Montoya
- Susanna Thompson: Peyton Van Den Broeck
- Peter Coyote: Cullen Chandler
- Dylan Baker: Richard Judd
- Lynne Thigpen: Phyllis Bonaparte
- Susan Floyd: Molly Roll
- Bill Cobbs: Marvin
- Kate Mara: Jessica Chandler
- Ariana Thomas: Shyla Mumford
- Nelson Landrieu: Silvio Coya
- Brooke Smith: Sarah
- Christina Chang: Laurie
- Michelle Hurd: Susan
- Reiko Aylesworth: Mary Clara Clark
- Raymond Anthony Thomas: oficial Clayton Williams
- Edie Falco: Janice
- S. Epatha Merkerson: Nea
- Mark Zeisler: Steven Driker
- Davenia McFadden: Cassie
- Molly Price: Alice Beaufort
- Lynette DuPree: la infermera Nancy
- Ken Kay: Peter Suchet

## Producció

### Gènesi i desenvolupament
La novel·la de Warren Adler surt l'any 1984. Els drets els compra un estudi poc temps després de la seva sortida. Però el film queda en " development hell" durant 15 anys. Als anys 1980, Dustin Hoffman havia de tenir el paper principal però finalment va abandonar el projecte perquè no li agradaven les reescriptures del script. Als anys 1990, Kevin Costner es lliga al projecte, amb James L. Brooks a la direcció. Finalment, la plaça de realitzador torna a Sydney Pollack i el primer paper a Harrison Ford. Havien treballat junts en el precedent film de Pollack, Sabrina (1995).

### Rodatge
El rodatge ha tingut lloc a Florida (Miami Beach, Miami), Virginie (Alexandria, Comtat d'Arlington), el Maryland (Baltimore, Bethesda, Chevy Chase, Naval Aire Parada Patuxent River), a l'Estat de Nova York (Nova York, Jackson Heights, Yonkers, Brooklyn), New Jersei (Elmwood Park), a Washington DC (Dupont Circle, National Mall).